# Batocera parryi
Batocera parryi är en skalbaggsart som beskrevs av Hope 1845. Batocera parryi ingår i släktet Batocera och familjen långhorningar.
Artens utbredningsområde är Burma. Inga underarter finns listade.